# 사안
사안(謝安(셰안),Xiè Ān, 320년-385년 10월 12일(음력 8월 22일))은 중국 동진(東晋)의 정치가이다. 대사마 환온(桓温)의 황위 찬탈 기도를 저지하고, 페이수이(淝水) 전투에서 백만 대군을 막아내는 등 동진의 국난을 몇 번이나 구해낸 재상이면서 당대의 문화인이자 풍류인으로 백성들 사이에 인기가 높았다. 재상을 지내면서도 짬짬이 기녀(技女)를 데리고 동산(東山)을 노닐며 지은 시부(詩賦-경치를 읊은 시)가 즉시 온 장안에 유행될 정도였다. 字는 안석(安石). 하남성(河南省) 진군(陳郡) 출신.

## 생애
명문 양하(陽夏) 사씨(謝氏)로 태어나 어릴 때부터 총명해 주위의 큰 기대를 받았으나, 젊은 시절에는 출사하지 않고 명필로 유명한 왕희지(王羲之) 등과 깊은 교분을 나누며 청담(清談)만 탐구했다. 그가 40세가 되던 360년에야 벼슬길에 나와 당시 동진의 최고 권력자 환온의 사마(司馬)가 됐으나 곧 환온과 대립하고 시중(侍中), 이부상서(吏部尚書) 등을 지냈다.
당시 환온은 동진을 완전히 장악한데다가 간문제(簡文帝)까지 붕어했다. 곧 그는 야망을 노골적으로 드러내면서 갓 즉위한 효무제(孝武帝)를 폐하고 자기가 황제가 되려 일을 꾸미고 있었다. 그러나 사안은 왕담지(王坦之) 등과 반기를 들고 공작을 시작했다. 이미 노령이었던 환온이 얼마안가 의문사하자 사안은 373년에 상서복야(尚書僕射)에 올라 동진의 실권을 거머쥐었다.
383년 화북을 통일한 전진(前秦)의 세조 부견(苻堅)은 전연(前燕)을 멸망시킨 여세를 몰아 백만 대군으로 남하하기 시작했다. 동진 조정은 사안을 정토대도독(征討大都督)으로 임명하고 그의 동생 사석(謝石:셰스)과 조카 사현(謝玄:셰쉬안) 등과 함께 전진(前秦)에 맞서 승리했다. 승전의 공훈으로 사안은 태보(太保)에 올랐고 양하 사씨는 당시 동진의 최고 명문이었던 냥야(琅邪) 왕씨(王氏)와 동격으로 대우받게 됐다.
이 여세를 몰아 사안은 계속 북벌을 주창했지만 그의 성장을 경계한 황족 사마도자(司馬道子)의 방해로 좌절됐다. 사마도자는 전쟁으로 피폐한 나라를 재건하는 게 우선이라는 생각도 있었고 한편으로는 사안의 공훈이 너무 커져 종묘사직이 위태로워지는 것을 경계했다. 얼마안가 사안(謝安)은 중앙 정계에서 퇴출, 광릉보구(広陵歩丘)로 좌천됐다.
385년, 65세로 병사했는데 사후 태부(太傅)와 여릉군공(廬陵郡公)의 작위가 추증됐다. 아들인 사염(謝琰)과 손자인 사혼(謝混)도 계속 동진에서 벼슬을 살았다.

## 일화

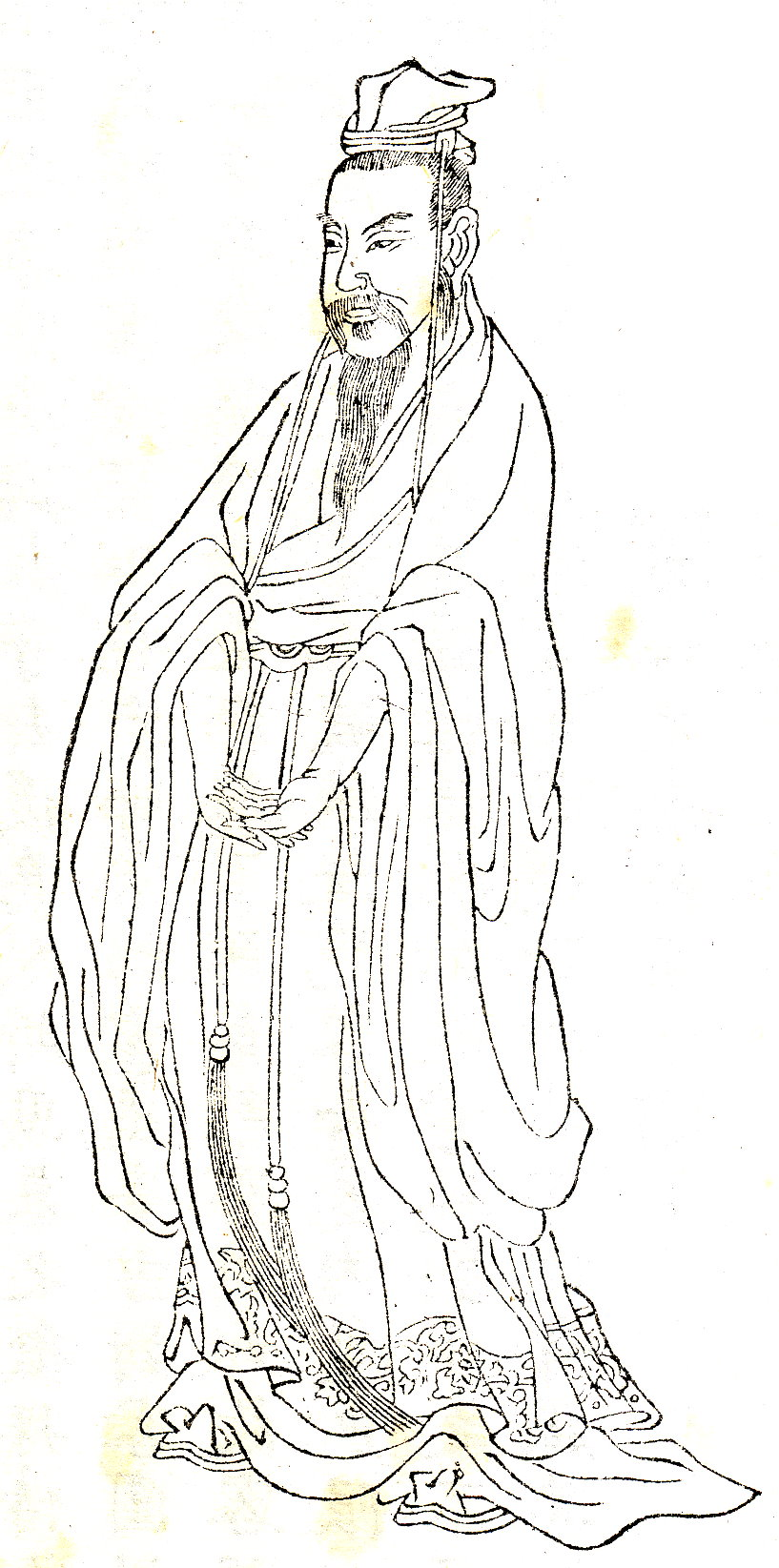
謝安, 만소당죽장서부(晩笑堂竹荘畫傳)

- 그는 귀족 출신이었음에도 평소 소탈해 인기가 많았다. 이런 자세는 재상 자리에 올라서도 변하지 않았는데 하루는 시골 고향에 가는 사람이 그를 보고 아는 체를 했다. 모르는 사람이었지만 사안은 그에게 노자돈은 갖고 여행을 다니느냐 물었다. 그 사람이 수중에 포규선(蒲葵扇-부들잎으로 만든 부채) 5자루 뿐이다라고 하자, 사안이 그 부채 하나를 골라 쥐고 거리를 누비니 경향의 사서(士庶, 선비와 서민)들이 앞다퉈 사느라 포규선 값이 몇 배나 올랐다고 한다.[10]
- 전진(前秦)과 비수에서 건곤일척의 대결로 치닫던 무렵, 사안은 백만 대군을 맞아 불안해하는 조정과 병졸들을 안심시키려고 지휘 천막 안에서 태연히 바둑을 뒀다. 황제가 보낸 사신이 전황은 어떤지 묻자 역시 바둑이나 한 판 두자며 사신을 바둑판에 앉혔다. 전령이 급히 달려오자 그는 대국 중 전황 보고를 받으려 잠시 자리를 비웠다 돌아왔는데, 돌아와서는 아무런 표정도 드러내지 않고 바둑돌만 놓았다. 불안해진 사신이 전황이 어땠는가 재촉하자 뜬금없이 중들이 도적을 혼내줬다는 알 수 없는 말만 하고 태연자약했다. 순간 멍해진 조정 사신이 승전보냐 거듭 묻고 급히 돌아간 연후에야 사안 자신도 기뻐 날뛰었다는데 얼마나 날뛰었는지 그 와중에 흔들리던 이가 부러진 것도 몰랐다고 한다.[11]

## 참고 문헌
- 아시아역사사전(アジア歴史事典) 제4권, 시모나카 쿠니히코(下中邦彦) 편수(編修) 헤이본샤(平凡社), 1960년
- 배신자들의 중국사(裏切り者の中国史), 이나미 리츠코(井波律子)作, 코우단샤(講談社), 1997년

## 관련 사적
- 『진서』 권79, 「열전」49, 사안